# Amor Eterno Amor
Amor Eterno Amor é uma telenovela brasileira produzida e exibida pela TV Globo de 5 de março a 7 de setembro de 2012 em 161 capítulos. Substituiu A Vida da Gente e foi substituída por Lado a Lado, sendo a 79ª "novela das seis" exibida pela emissora.
Teve autoria de  Elizabeth Jhin, com a colaboração de Eliane Garcia, Lílian Garcia, Denise Bandeira, Duba Elia e Renata Jhin, teve direção de Roberta Richard, Fábio Strazzer, Luciana Oliveira e Paulo Ghelli. A direção geral foi de Pedro Vasconcelos, com direção de núcleo de Rogério Gomes.
Contou com as atuações de Gabriel Braga Nunes, Letícia Persiles, Carmo Dalla Vecchia, Osmar Prado, Ana Lúcia Torre, Mayana Neiva, Luís Melo e Cássia Kis.

## Enredo
Aos três anos, Rodrigo é sequestrado a mando de Melissa, sua tia, que planeja tornar seu filho Fernando, o herdeiro da irmã milionária Verbena. O garoto é levado por Zenóbio para o interior de Minas Gerais e entregue para o casal Angélica e Virgílio, que passam a criá-lo com o nome de Carlos. Enquanto Angélica cuida dele com amor e valores morais – aceitando a farsa por medo – Virgílio maltrata e explora o dom do menino em se comunicar com os animais de forma sensitiva. Aos dez anos, cansado das humilhações de Virgílio, o garoto foge de casa e é acolhido pelo caminhoneiro Xavier, que o leva para ser criado por sua família na Ilha de Marajó. Vinte e cinco anos se passam e Carlos se torna um respeitado domador de búfalos, sendo alvo das investidas da venenosa Valéria. Enquanto isso, no Rio de Janeiro, Verbena nunca deixou de procurar o filho, mesmo a contragosto da família e estando muito doente, contando com a ajuda da jornalista Miriam, noiva de seu sobrinho, e da irmã desta, Clara, uma menina que tem sonhos premonitórios.
Não tarda para que Miriam consiga encontrar Rodrigo – ou Carlos – e levá-lo até a mãe, a tempo de que que eles façam as pazes, perdoando-se sobre o passado antes dela morrer. Com toda herança deixada para Rodrigo, Melissa passa a planejar diversas situações para tentar matar o sobrinho e ficar com o dinheiro, contando com a ajuda do filho e do marido Dimas, embora eles nem desconfiem que o espírito de Verbena continua na terra protegendo o filho. Com o passar do tempo, Rodrigo e Miriam começam a se envolver amorosamente, embora o rapaz relute por nunca ter esquecido seu grande amor de infância, Elisa. Ao descobrir o segredo do sobrinho, Melissa contrata a golpista Maria do Amparo para se passar por Elisa e casar-se com ele para dividir o dinheiro futuramente. Entretanto, a moça se apaixona por ele e faz de tudo para conquistá-lo. Desconfiado, Rodrigo recorre a sessões de regressão e descobre que no passado Elisa, seu amor de infância, era um espírito que somente ele via, que reencarnou naquela época em Miriam, deixando-o em paz para viver o amor com a mulher de suas vidas passadas.
Em tramas paralelas, Juliana, uma garota moderna que faz de tudo para conquistar o tímido Bruno, tem que enfrentar a concorrência de Cris. O advogado Kleber, casado com Jaqui, mulher insegura e ciumenta, acaba se envolvendo com sua assistente Priscila. O viúvo Gabriel, pai de Miriam, não consegue viver o novo romance com Beatriz, uma vez que a ex-sogra Zilda vive implicando com o pai da moça, o rabugento Francisco. Na badalada revista Cena Contemporânea trabalham Miriam, Beto, Débora e Gilda, além da editora-chefe Laura, que vive entre os amores do diretor Otávio e do dono da publicação, Henrique. Também há dois espíritos lutando "pelo bem e pelo mal". Zenóbio, assassinado por Melissa como "queima de arquivo", que passa a infernizar a vida da assassina e cobrar por suas maldades, e Lexor, que protege Rodrigo e tenta fazê-lo seguir o caminho do bem.

## Elenco
| Intérprete          | Personagem                                                   |
| ------------------- | ------------------------------------------------------------ |
| Gabriel Braga Nunes | Rodrigo Borges / Carlos de Souza (Barão / Carlinhos)         |
| Gabriel Braga Nunes | Salvador Borges                                              |
| Letícia Persiles    | Miriam Allende                                               |
| Letícia Persiles    | Alice Borges                                                 |
| Cássia Kis          | Melissa Borges Sobral                                        |
| Carmo Dalla Vecchia | Fernando Borges Sobral                                       |
| Carmo Dalla Vecchia | Leôncio Borges                                               |
| Mayana Neiva        | Maria do Amparo Vieira (Amparo) / Elisa Campos Neves (falsa) |
| Mayana Neiva        | Dolores Borges                                               |
| Ana Lúcia Torre     | Verbena Borges                                               |
| Luís Melo           | Dimas Sobral                                                 |
| Osmar Prado         | Virgílio de Souza                                            |
| Denise Weinberg     | Angélica de Souza                                            |
| Andreia Horta       | Valéria Ferreira Sobral                                      |
| Felipe Camargo      | Gabriel Allende                                              |
| Carolina Kasting    | Beatriz Mainardi                                             |
| Giulia Gam          | Laura Belize                                                 |
| Laila Zaid          | Priscila Belize                                              |
| Marcelo Faria       | Kleber Gonçalves                                             |
| Suzy Rêgo           | Jaqueline Menezes Gonçalves (Jaqui)                          |
| Murilo Grossi       | Henrique Pietrini                                            |
| Otávio Martins      | Gilberto Menezes (Gil)                                       |
| Lucci Ferreira      | Zenóbio                                                      |
| Othon Bastos        | Lexor Moraes                                                 |
| Raphael Viana       | Josué das Neves                                              |
| Carol Castro        | Jacira da Silva                                              |
| Erom Cordeiro       | Tobias da Silva                                              |
| Daniela Fontan      | Maria da Graça da Silva (Gracinha)                           |
| André Gonçalves     | Pedro Fonseca                                                |
| Vera Mancini        | Carmem Ferreira Sobral                                       |
| Pedro Paulo Rangel  | José do Carmo Sobral (Zé da Carmem)                          |
| Marina Ruy Barbosa  | Juliana Pietrini                                             |
| Miguel Rômulo       | Bruno Gonçalves                                              |
| Mariana Molina      | Cristina Mainardi (Cris)                                     |
| Jéssika Alves       | Laís Guimarães                                               |
| Igor Cosso          | Júlio Tavares (Julinho)                                      |
| Olivia Torres       | Gabriela Allende (Gabi)                                      |
| Bernardo Marinho    | Roberto (Beto)                                               |
| Adelaide de Castro  | Tatiana (Tati)                                               |
| Sandra Corveloni    | Solange Campos                                               |
| Rosi Campos         | Teresa Guimarães                                             |
| Tony Tornado        | Antônio                                                      |
| Nica Bonfim         | Deolinda                                                     |
| Suely Franco        | Zilda Mainardi                                               |
| Carlos Vereza       | Francisco Mainardi Chaves                                    |
| Flávio Bauraqui     | Hamilton                                                     |
| Paula Barbosa       | Débora                                                       |
| Larissa Vereza      | Kátia                                                        |
| Hermila Guedes      | Marlene Guimarães                                            |
| José Bittencourt    | William (Uílha)                                              |
| Maria Clara Mattos  | Regina Ferraz                                                |
| Rosane Gofman       | Valdirene                                                    |
| Flávia Garrafa      | Gilda Tavares                                                |
| Gilberto Torres     | Mauro Tavares                                                |
| Nuno Leal Maia      | Ribamar                                                      |
| Camila Amado        | Dona Olga                                                    |
| Paula Loffler       | Flávia (Flavinha)                                            |
| Bruno Pereira       | Robson                                                       |
| Flávia Reis         | Divina                                                       |
| Rafael Gevú         | Júnior                                                       |
| Klara Castanho      | Clara Allende                                                |
| Klara Castanho      | Adélia Borges                                                |
| Luisa González      | Michelle                                                     |

### Participações especiais
| Intérprete          | Personagem                            |
| ------------------- | ------------------------------------- |
| Reginaldo Faria     | Augusto Borges                        |
| Isabel Fillardis    | Maria                                 |
| Júlia Gomes         | Elisa Neves                           |
| Chico Diaz          | Xavier da Silva                       |
| Alexandre Rodrigues | Seth                                  |
| Júlio Braga         | Juca                                  |
| Michel Bercovitch   | Eduardo                               |
| Vitor Thiré         | Carlos (jovem)                        |
| Caio Manhente       | Carlos (criança)                      |
| Gabriel Kaufmann    | Fernando (criança)                    |
| Ana Cecília Costa   | Vanessa                               |
| Anja Bittencourt    | Joana                                 |
| Denise Milfont      | Ana Paula Pedreira[carece de fontes?] |
| Kelzy Ecard         | Madre                                 |
| Roberto Birindelli  | Delegado                              |
| Vanessa Bueno       | Danusa                                |
| Lionel Fischer      | Padre Orlando                         |
| Wal Schneider       | Léo                                   |
| Gillray Coutinho    | Chico                                 |
| Chico Expedito      | Laudelino                             |
| Igor Paiva          | Branco                                |
| Luís Augusto Formal | João                                  |
| Lincoln Tornado     | Jair                                  |
| Camila Chiba        | Drª. Dulce[carece de fontes?]         |
| Alice Assef         | Ana                                   |
| Bebel Mesquita      | Neusinha                              |
| Bernardo Felinto    | Luis[carece de fontes?]               |
| Cleiton Echeveste   | Padre Nelson                          |
| Fredy Monteiro      | Herison[carece de fontes?]            |
| Julio Soutto        | Peão da Fazenda[carece de fontes?]    |
| Maria Mônica Passos | freira do asilo onde Angélica vive    |
| Rafael Sieg         | Dr. Fabrício                          |
| Sérgio Stern        | Clóvis                                |
| Vinicius Soares     | Wal                                   |
| Juliane Almeida     | moradora do edifício São Jorge        |
| Luciana Borghi      | vendedora que humilha Gracinha        |

## Produção
A novela teve como títulos provisórios Marajó e Viajante das Estrelas, sendo mudado posteriormente para Amor Eterno Amor As gravações da novela começaram em janeiro de 2012, nas cidades de Alter-do-Chão e Soure, no estado do Pará. Elas serviram de cenário para as cenas de Vila dos Milagres. A trama também teve cenas rodadas na cidade de Carrancas, em Minas Gerais

### Escolha do elenco
Rodrigo Lombardi foi o primeiro convidado para interpretar o protagonista Rodrigo, porém decidiu aceitar o papel principal da "novela das nove" Salve Jorge. Gabriel Braga Nunes, que estava em alta por conta de seu trabalho em Insensato Coração, foi confirmado na sequência. Marco Ricca e Anderson Di Rizzi chegaram a ser cogitados para o papel depois da desistência de Lombardi, porém o primeiro foi considerado velho demais, enquanto o segundo muito inexperiente. Nathalia Dill, Carolina Dieckmann e Mariana Ximenes foram convidadas para interpretar a protagonista Miriam, porém decidiram aceitar papéis em outras tramas, além de temerem que a novela tivesse problemáticas similares às anteriores da autora – Eterna Magia e Escrito nas Estrelas sofreram fortes críticas do público e dos jornalistas especializados, além de passarem por reformulações durante a exibição em busca de melhor audiência, chegando a ter capítulos entregues no dia de gravação para os atores. Carol Castro chegou a aceitar o cargo, porém foi remanejada para outra personagem, a artesã Jacira, e foi substituída por Letícia Persiles a pedido da autora, que acompanhava seu trabalho no teatro. O papel da artesã seria de Vanessa Giácomo, mas ela preferiu participar de Gabriela. Mayana Neiva entrou na trama em 5 de junho de 2012 para dar vida à antagonista Maria do Amparo, contratada pela vilã Melissa (Cássia Kis) para se passar por Elisa, o amor de infância do protagonista. Foi a segunda vez que Cássia Kis e Carmo Dalla Vecchia interpretam mãe e filho em uma novela, repetindo o parceria de Cobras & Lagartos. Alexandre Rodrigues reviveu o personagem Seth, um anjo interpretado por ele na novela anterior da autora Escrito Nas Estrelas.

## Exibição
Inicialmente a trama foi exibida com classificação "livre para todos os públicos", podendo ser exibida em qualquer horário e ser vista por pessoas de qualquer idade. Porém, em 17 de maio de 2012, o Ministério da Justiça interveio na novela e a reclassificou como não recomendada para menores de dez anos. O órgão alegou que o folhetim exibe "conteúdos relacionados a angústia, linguagem depreciativa, ato violento e morte intencional". A Globo não recorreu da decisão, pois a mudança da classificação indicativa não alterou o horário de exibição.

### Outras mídias
Em 20 de fevereiro de 2023, foi disponibilizada pelo Globoplay como parte do Projeto Originalidade, com a atualização para o formato de exibição original; com o formato de imagem restaurado em Full HD, além de aberturas, vinhetas de intervalo e encerramento originais.

### Exibição Internacional
Em Portugal, a trama foi exibida pela Globo Portugal entre 4 de maio e 6 de setembro de 2015. Entre 1 de fevereiro de 2022 e 20 de janeiro de 2023, foi emitida pela primeira vez em sinal aberto no país, através da SIC . A sua emissão sofreu uma interrupção durante a transmissão dos jogos do Campeonato do Mundo de Futebol FIFA de 2022.

## Recepção

### Audiência
Amor Eterno Amor estreou com 23 pontos de médica e pico de 27, mesmo índice registrado por sua antecessora, A Vida da Gente. No decorrer de sua exibição sua audiência foi caindo sucessivamente e, no primeiro mês, já acumulava apenas 21 pontos, a segunda pior média da história das "novelas das seis". Em decorrência disso, a novela passou por reformulações, tendo a trama acelerada devido ao pedido do público, que alegava que a história era lenta e sem grandes acontecimentos, além da sucessora Lado a Lado entrar em pré-produção antecipadamente, uma vez que se Amor Eterno Amor não se recuperasse seria cortada em até dois meses. Após seguir tendo problemas para atingir audiências superiores a 21 pontos, a direção encomendou uma pesquisa pública, que apontou uma rejeição ao casal principal. Na reta final a trama conseguiu recuperar a audiência ao mais nas vilanias de Melissa e outros personagens em sua reta final, sendo que seu último capítulo chegou marcou com 26 pontos. Na média geral, Amor Eterno Amor fechou com 23 pontos, um a mais que a antecessora, mas ainda abaixo da meta de 25 pontos para o horário.

### Prêmios e indicações
| Ano  | Prêmio                            | Categoria              | Indicação           | Resultado | Ref.   |
| ---- | --------------------------------- | ---------------------- | ------------------- | --------- | ------ |
| 2012 | Meus Prêmios Nick                 | Gata do Ano            | Marina Ruy Barbosa  | Indicado  | [ 38 ] |
| 2012 | Prêmio Extra de Televisão         | Melhor Novela          | Elizabeth Jhin      | Indicado  | [ 39 ] |
| 2012 | Prêmio Extra de Televisão         | Revelação Infantil     | Júlia Gomes         | Indicado  | [ 39 ] |
| 2012 | Prêmio Extra de Televisão         | Revelação              | Daniela Fontan      | Indicado  | [ 39 ] |
| 2012 | Prêmio Quem de Televisão          | Melhor Ator            | Gabriel Braga Nunes | Venceu    | [ 40 ] |
| 2012 | Prêmio Quem de Televisão          | Melhor Atriz           | Letícia Persiles    | Indicado  | [ 41 ] |
| 2013 | Prêmio Emmy Internacional Digital | Melhor novela          | Elizabeth Jhin      | Indicado  | [ 42 ] |
| 2013 | Prêmio Contigo! de TV             | Melhor novela          | Elizabeth Jhin      | Indicado  | [ 43 ] |
| 2013 | Prêmio Contigo! de TV             | Melhor Autor de Novela | Elizabeth Jhin      | Indicado  | [ 43 ] |
| 2013 | Prêmio Contigo! de TV             | Melhor Atriz Infantil  | Luiza Gonzales      | Indicado  | [ 43 ] |

## Música
O tema de abertura de Amor Eterno Amor é a canção "Leva-me pra Lua", da cantora de MPB Ana Caram, sendo esta inspirada na clássica "Fly Me to the Moon", de Bart Howard e eternizada na voz de Frank Sinatra.

### Nacional
Capa: Gabriel Braga Nunes como Rodrigo/Carlos
| N.º | Título                                 | Música                | Personagem                                                | Duração |  |
| 1.  | "Ainda Bem"                            | Marisa Monte          | Miriam (Letícia Persiles) e Rodrigo (Gabriel Braga Nunes) | 03:36   |  |
| 2.  | "Leva-me pra Lua (Fly Me to the Moon)" | Ana Caram             | Abertura                                                  | 04:13   |  |
| 3.  | "Sete Dias"                            | Roberta Campos        | Laura (Giulia Gam)                                        | 03:51   |  |
| 4.  | "Linha Tênue"                          | Maria Gadú            | Tema Geral                                                | 03:36   |  |
| 5.  | "Ai Menina"                            | Lia Sophia            | Valéria (Andreia Horta)                                   | 03:32   |  |
| 6.  | "Presença"                             | Skank (Part. Emicida) | Tema Geral                                                | 04:14   |  |
| 7.  | "O Silêncio das Estrelas"              | Lenine                | Rodrigo (Gabriel Braga Nunes)                             | 04:17   |  |
| 8.  | "Feliz"                                | Leila Pinheiro        | Tema Geral                                                | 04:13   |  |
| 9.  | "Adormecendo"                          | Cogumelo Plutão       | Tema Geral                                                | 04:06   |  |
| 10. | "Se eu quiser falar com Deus"          | Roberta Spindel       | Verbena (Ana Lúcia Torre)                                 | 04:33   |  |
| 11. | "Pauapixuna"                           | Fafá de Belém         | Josué (Raphael Viana) e Valéria (Andreia Horta)           | 04:10   |  |
| 12. | "Tô fazendo a minha parte"             | Diogo Nogueira        | Locação: Edifício São Jorge                               | 03:06   |  |
| 13. | "Geminiano"                            | Lan Lan               | Clara (Klara Castanho)                                    | 03:23   |  |
| 14. | "Na Moral"                             | Lincoln Tornado       | Tema Geral                                                | 02:55   |  |
| 15. | "Luz do Sol"                           | Caetano Veloso        | Tema Romântico Geral                                      | 03:34   |  |

### Internacional
Capa: Letícia Persiles como Miriam
| N.º | Título                  | Música          | Personagem                                            | Duração |  |
| 1.  | "Before I Let You Go"   | Colbie Caillat  | Bruno (Miguel Rômulo) e Juliana (Marina Ruy Barbosa)  | 03:38   |  |
| 2.  | "Laredo"                | Band of Horses  | Gracinha (Daniela Fontan) e Pedro (André Gonçalves)   | 03:11   |  |
| 3.  | "I Won't Give Up"       | Jason Mraz      | Kleber (Marcelo Faria) e Priscila (Laila Zaid)        | 03:17   |  |
| 4.  | "Achy Breaky Heart"     | Billy Ray Cyrus | Elisa/Amparo (Mayana Neiva)                           | 03:55   |  |
| 5.  | "Ghost Riders"          | Evan Westerlund | Jáqui (Suzy Rêgo)                                     | 05:10   |  |
| 6.  | "Solitary Man"          | Dan Torres      | Rodrigo (Gabriel Braga Nunes)                         | 02:26   |  |
| 7.  | "For One More Day"      | Donna Byrne     | Marlene (Hermila Guedes)                              | 04:06   |  |
| 8.  | "El día que me quieras" | Julio Iglesias  | Tema Geral                                            | 03:00   |  |
| 9.  | "Promises"              | John LT         | Tema Geral                                            | 05:27   |  |
| 10. | "Everything I Own"      | Bread           | Beatriz (Carolina Kasting) e Gabriel (Felipe Camargo) | 03:03   |  |
| 11. | "The Man I Love"        | Bia Sion        | Tema Geral                                            | 04:51   |  |